# Johan Nevertz
Johan Nevertz (Neuertz) var en svensk kyrkomålare verksam på 1700-talet.
Nevertz var bosatt i Vänersborg och titulerades mästare och bör därmed vara skråmästare men han återfinns inte i Göteborgs Målareämbetes noteringar. 1739 försåg han Kyrkefalla kyrka i Västergötland med takmålningar omfattande Treenigheten och Yttersta domen. 1740 arbetade han i Mofalla kyrka där han målade kyrkan invändigt. Timmerväggarna beströks med vit limfärg, och omkring långsidornas fönster målades blomsterdekorationer. I taket målades två stora målningar, en över koret, föreställande Jesus och nattvarden, och en över själva kyrkorummet föreställande Jesu ankomst vid yttersta domen. När dessa målningar var färdiga erhöll han 70 daler silvermynt.     